# یان فنگ
یان فنگ (انگلیسی: Yan Fang؛ زادهٔ ۲۶ ژوئیهٔ ۱۹۶۹) بازیکن سافت‌بال اهل چین است.